# Bernice Rubens
Bernice Rubens (Cardiff, 26 de julio de 1923 – Londres, 13 de octubre de 2004) fue una novelista galesa ganadora del premio Booker.

## Biografía
Rubens nació en Cardiff, Gales en el año 1923. Su padre, Eli Rubens, era un judío lituano que, a los 16 años de edad, dejó el continente europeo en 1900 con la esperanza de esperar una nueva vida en la Ciudad de Nueva York. Debido a que le engañaron en el tema del billete, nunca llegó a América, no llegando más allá de Cardiff. Decidió permanecer en Gales, y allí conoció a Dorothy Cohen, con la que se casó; la familia polaca de ella también había emigrado a Cardiff. Rubens fue uno de los cuatro hijos y procedía de una familia musical, sus hermanos Harold y Cyril, se convirtieron en violinistas clásicos bien conocidos. Harold se vio obligado a dejar de tocar por motivos de enfermedad, pero Cyril llegó a ser violinista en la Orquesta Sinfónica de Londres. Rubens fracasó a la hora de seguir la tradición musical de la familia aunque más tarde aprendería a tocar el violonchelo. Se educó en la Cardiff High School for Girls y más tarde Inglés en la Universidad de Gales, Cardiff, donde recibió su BA en 1947.
Se casó con Rudi Nassauer, comerciante de vinos y novelista. Tuvieron dos hijas, Rebecca y Sharon. Desde 1950 hasta 1955, Rubens impartió clases en una grammar school de Birmingham, antes de pasarse a la industria del cine, donde hizo documentales. En el año 1956, el poeta Jon Silkin alquiló la planta superior de la casa de Rubens y su marido, en el número 10 de Compayne Gardens, Hampstead, y subarrendó habitaciones a David Mercer, más tarde un prolífico guionista para el West End y la televisión, y Malcolm Ross-Macdonald, más tarde igualmente un prolífico escritor de novelas históricas.

## Carrera profesional
La primera novela de Rubens, Set On Edge, se publicó en 1960. Se convirtió en la primera mujer en ganar el Man Booker Prize en 1970, por The Elected Member.

## Adaptaciones
Su novela de 1962, Madame Sousatzka, fue convertido en película en el año 1988, con Shabana Azmi y Shirley MacLaine. Este libro de basó en las experiencias de su hermano Harold Rubens, un niño prodigio pianista, y su profesora Madame Maria Levinskaya, quien inspiró el personaje de Madame Sousatzka. Harold Rubens había nacido en Cardiff en 1918, y estudió con Levinskaya desde los siete años de edad.
Su novela de 1975, I Sent a Letter To My Love, fue convertida en película, (Chère inconnue) en 1980 por Moshe Mizraki, protagonizada por Simone Signoret y Jean Rochefort.
Su novela de 1985, Mr Wakefield's Crusade, fue adaptada para la televisión por la BBC en 1992, protagonizada por Peter Capaldi y Michael Maloney.

## Obras
- Set on Edge (1960)
- Madame Sousatzka (1962)
- Mate in Three (1966)
- Chosen People (1969)
- The Elected Member (1969) (Booker Prize for Fiction 1970)
- Sunday Best (1971)
- Go Tell the Lemming (1973)
- I Sent a Letter To My Love (1975)
- The Ponsonby Post (1977)
- A Five-Year Sentence (1978)
- Spring Sonata (1979)
- Birds of Passage (1981)
- Brothers (1983)
- Mr Wakefield's Crusade (1985)
- Our Father (1987)
- Kingdom Come (1990)
- A Solitary Grief (1991)
- Mother Russia (1992)
- Autobiopsy (1993)
- Hijack (1993)
- Yesterday in the Back Lane (1995)
- The Waiting Game (1997)
- I, Dreyfus (1999)
- Milwaukee (2001)
- Nine Lives (2002)
- The Sergeants' Tale (2003)
- When I Grow Up (2005)

### Obituarios
- Bernice Rubens - The Times
- Bernice Rubens - The Daily Telegraph
- Bernice Rubens - The Independent

- Esta obra contiene una traducción  derivada de «Bernice Rubens» de Wikipedia en inglés, publicada por sus editores bajo la Licencia de documentación libre de GNU y la Licencia Creative Commons Atribución-CompartirIgual 4.0 Internacional.

- Datos: Q449028
- Citas célebres: Bernice Rubens